# Un Piloto a la Carrera (Película de 2023)
Un Piloto a la Carrera es una película guatemalteca producida por Bambuchia Producciones y Quarto Studios. Dirigida por Edwin Ramírez "Bambuchia", y protagonizada por Edwin Ramírez, José Quevedo "Pacman", David Sarg, Isa Castillo y Javi Stugart. La película se estrenó el 23 de noviembre de 2023.

## Argumento
Un instructor de manejo de la escuela "Closhi Freno", es estafado a comprar su primer automóvil. Luego de ahorrar y sin saberlo se inscribe en una carrera de automovilismo en la que dependerá el futuro de su trabajo.

## Reparto
- Edwin Ramírez como Reis
- José Quevedo como Kerso
- Isa Castillo como Silvia
- Javi Stugart como el mecánico Wheely
- Christian Zea, Roberto García y Gustavo Adolfo Velásquez como los cronistas deportivos.
- Denis Pinto como piloto bravucón
- Jesús Torres como piloto de Mercedes AMG
- Cristian López como piloto BMW 328i Xdrive
- Anibal Santiago como el loquito de la esquina.

## Producción
La película es coproducida por Quarto Studios y Bambuchia Producciones. Este último conocido por su fundador Edwin Ramírez "Bambuchia" y por sus conocidas obras de teatro como por ejemplo, "El Metrocarril de los Áltos" y "El Ring de los Bomberos".

### Escenografía
La película se filmó en el Autódromo Pedro Cofiño y en la Ciudad de Guatemala.

## Música
La música está compuesta por Gerson Elizondo e incluye el tema "Morena" de la banda Malacates Trébol Shop.